# Herramel
Herramel fue una localidad española, hoy día sumergida bajo las aguas del embalse de Úzquiza, de la provincia de Burgos. El despoblado está adscrito al municipio de Villasur de Herreros, perteneciente a la provincia de Burgos, en la comunidad autónoma de Castilla y León.

## Toponimia
Su nombre viene de un noble, Herramel, que durante la Reconquista pobló tierras fronterizas de Burgos y La Rioja. Este es un nombre personal de origen gótico-germánico, Ramellus, modificado por la fonética vasca. Aparte de Herramel, también existe otra población, Herramélluri, en La Rioja, que lleva su nombre más ur o uri, villa en euskera. Así mismo, hubo una población homónima, Erramelluri (actual Remelluri), en la actual jurisdicción de Labastida en Álava.

## Historia
Hacia mediados del siglo XIX, el lugar, por entonces con ayuntamiento propio, tenía contabilizada una población de 30 habitantes. Aparece descrito en el noveno volumen del Diccionario geográfico-estadístico-histórico de España y sus posesiones de Ultramar de Pascual Madoz con las siguientes palabras:

HERRAMEL: l. con ayunt. en la prov., part. jud., dióc., aud. terr. y c. g. de Burgos (6 leg.): sit. en una pequeña espalanada que hay entre dos valles; combátenlo comunmente los vientos del NO., el clima es frio y las enfermedades mas frecuentes las estacionales. Tiene 9 casas}, una igl. bajo la advocacion de San Miguel, anejo de la parr. de Villorobe, por cuyo cura párroco está servida, y varios manantiales en el térm. de aguas esquisitas de que se surte el vecindario. Confina N. Villamudria; E. Alarcia; S. Villorobe, y O. Uzquiza. El terreno es de tercera calidad, con montes á la parte del SE., bastante poblados: lo bañan el r. Arlanzon y los arroyos llamados Truchuela y Bardin. Los caminos conducen á Pradoluengo y Burgos, en cuya capital reciben la correspondencia los mismos interesados. prod.: trigo, cebada, centeno, patatas y hortalizas; ganado lanar y vacuno; caza de palomas torcaces, y pesca de truchas. ind.: la agrícola y un molino. pobl.: 8 vec., 30 alm. cap. prod.: 94,800 rs. imp.: 9,293. contr.: 765 rs. 20 mrs. El presupuesto municipal asciende á 75 rs., cubriéndose por reparto entre los vecinos.
(Madoz, 1847, p. 181)

El municipio de Herramel desapareció de cara al censo de 1857, al incorporarse al de Villorobe. Ambos lugares quedaron anegados por el embalse de Úzquiza en la década de 1980 y los despoblados sumergidos pasaron a formar parte del municipio de Villasur de Herreros.